# Vad természet
A Vad természet (eredeti cím: Untamed) 2025-ös amerikai bűnügyi drámasorozat, amelyet Mark L. Smith és Elle Smith írt és alkotott. A főbb szerepekben Eric Bana, Lily Santiago, Rosemarie DeWitt és Sam Neill látható. 
A sorozatot az Amerikai Egyesült Államokban és Magyarországon 2025. július 17-én mutatta be a Netflix.

## Ismertető
Egy holttestet találnak a Yosemite Nemzeti Parkban. Kyle Turner, a Nemzeti Parkszolgálat ügynöke elvállalja a nyomozást egy brutális gyilkosság ügyében.

## Szereplők

### Főszereplők
| Szereplő      | Színész          | Magyar hang        |
| ------------- | ---------------- | ------------------ |
| Kyle Turner   | Eric Bana        | László Zsolt       |
| Paul Souter   | Sam Neill        | Kőszegi Ákos       |
| Jill Bodwin   | Rosemarie DeWitt | Kisfalvi Krisztina |
| Naya Vasquez  | Lily Santiago    | Gáspár Kata        |
| Shane Maguire | Wilson Bethel    | Fekete Ernő        |

### Mellékszereplők
| Szereplő          | Színész               | Magyar hang     |
| ----------------- | --------------------- | --------------- |
| Bruce Milch       | William Smillie       | Vida Péter      |
| Jay Stewart       | Raoul Max Trujillo    | Háda János      |
| Lawrence Hamilton | Joe Holt              | Welker Gábor    |
| Scott Bodwin      | Josh Randall          | Mészáros András |
| Lucy Cook         | Ezra Franky           | Hermann Lilla   |
| Esther Avalos     | Nicola Correia-Damude | Nádasi Veronika |

### Magyar változat
- Magyar szöveg: Hanák János
- Hangmérnök: Fogas Ákos
- Vágó: Sári-Szemerédi Gabriella
- Szinkronrendező: Szalay Éva
- Gyártásvezető: Gelencsér Adrienne
- Produkciós vezető: Felföldi Anna

A szinkront a Mafilm Audio Kft. készítette.

## Epizódok
| Sor. | Év. | Cím                                            | Rendező        | Író                         | Premier          |
| ---- | --- | ---------------------------------------------- | -------------- | --------------------------- | ---------------- |
| 1.   | 1.  | Égi esemény (A Celestial Event)                | Thomas Bezucha | Mark L. Smith és Elle Smith | 2025. július 17. |
| 2.   | 2.  | Az azonosítatlan nő (Jane Doe)                 | Thomas Bezucha | Mark L. Smith és Elle Smith | 2025. július 17. |
| 3.   | 3.  | El-o’-win (El-o'-win)                          | Nick Murphy    | Mark L. Smith és Elle Smith | 2025. július 17. |
| 4.   | 4.  | Aranyláz (Gold Rush)                           | Nick Murphy    | Mark L. Smith és Elle Smith | 2025. július 17. |
| 5.   | 5.  | Terces (Terces)                                | Neasa Hardiman | Mark L. Smith és Elle Smith | 2025. július 17. |
| 6.   | 6.  | Minden ösvény ide vezet (All Trails Lead Here) | Neasa Hardiman | Mark L. Smith és Elle Smith | 2025. július 17. |

## A sorozat készítése
A sorozatot a Warner Bros. Television és a John Wells Productions gyártja. Az írói feladatokat Mark L. Smith és Elle Smith látják el, akik egyben társ-showrunnerek és vezető producerek is Eric Bana mellett, aki főszereplőként is közreműködik. További vezető producerek: John Wells, Erin Jontow, Todd Black, Tony Shaw, Steve Lee Jones, valamint Cliff Roberts.
2024 júniusában csatlakozott a szereplőgárdához Sam Neill, Lily Santiago, Rosemarie DeWitt és Wilson Bethel.
A forgatás 2024 júniusában kezdődött Vancouver városában. A forgatási helyszínek között szerepelt a Chip Kerr Park is.

## Fogadtatás
A Rotten Tomatoes weboldal 83%-os értékelést kapott 23 kritikai alapján. A Metacritic oldalán 100-ból 59 pontot kapott, 10 pozitív kritika alapján, ami „vegyes vagy átlagos” értékelést jelent.